# Xu Xi

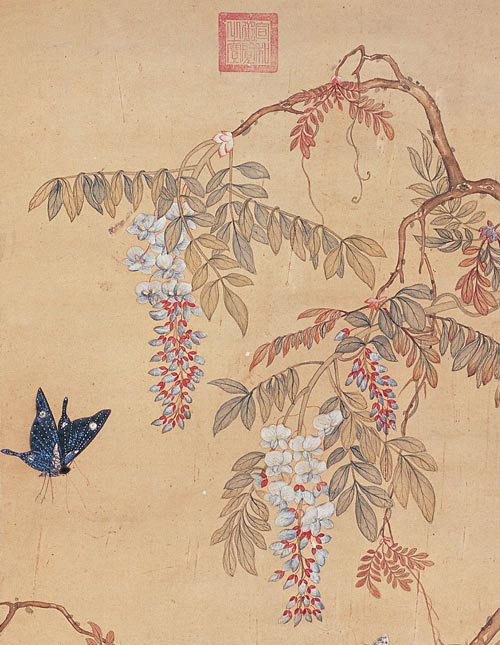
Vlinder en blauweregenbloesem (ca. 970)

Xu Xi (徐熙; 937–975) was een Chinees kunstschilder in de Zuidelijke Tang in de periode van de Vijf Dynastieën en Tien Koninkrijken.
Xu is vooral bekend om zijn werken in de mogu-stijl, waarin gewassen inkt en kleur worden gecombineerd. Samen met Huang Quan (ca. 900–965) wordt Xu beschouwd als de grondlegger van het genre van vogel- en bloemschilderingen. Het werk van Xu had een grote invloed op de stijl van Yun Shouping (1633–1690), een van de Zes Meesters van de vroege Qing-periode.
- International Standard Name Identifier: 0000 0001 1461 8547
- Library of Congress Control Number: nr92010014
- Nationale bibliotheek van Australië: 36697352
- Union List of Artist Names: 500125709
- Virtual International Authority File: 76177526
- WorldCat: E39PBJhMprvHXXwkFRYgHXqJDq